# Bill Justinussen

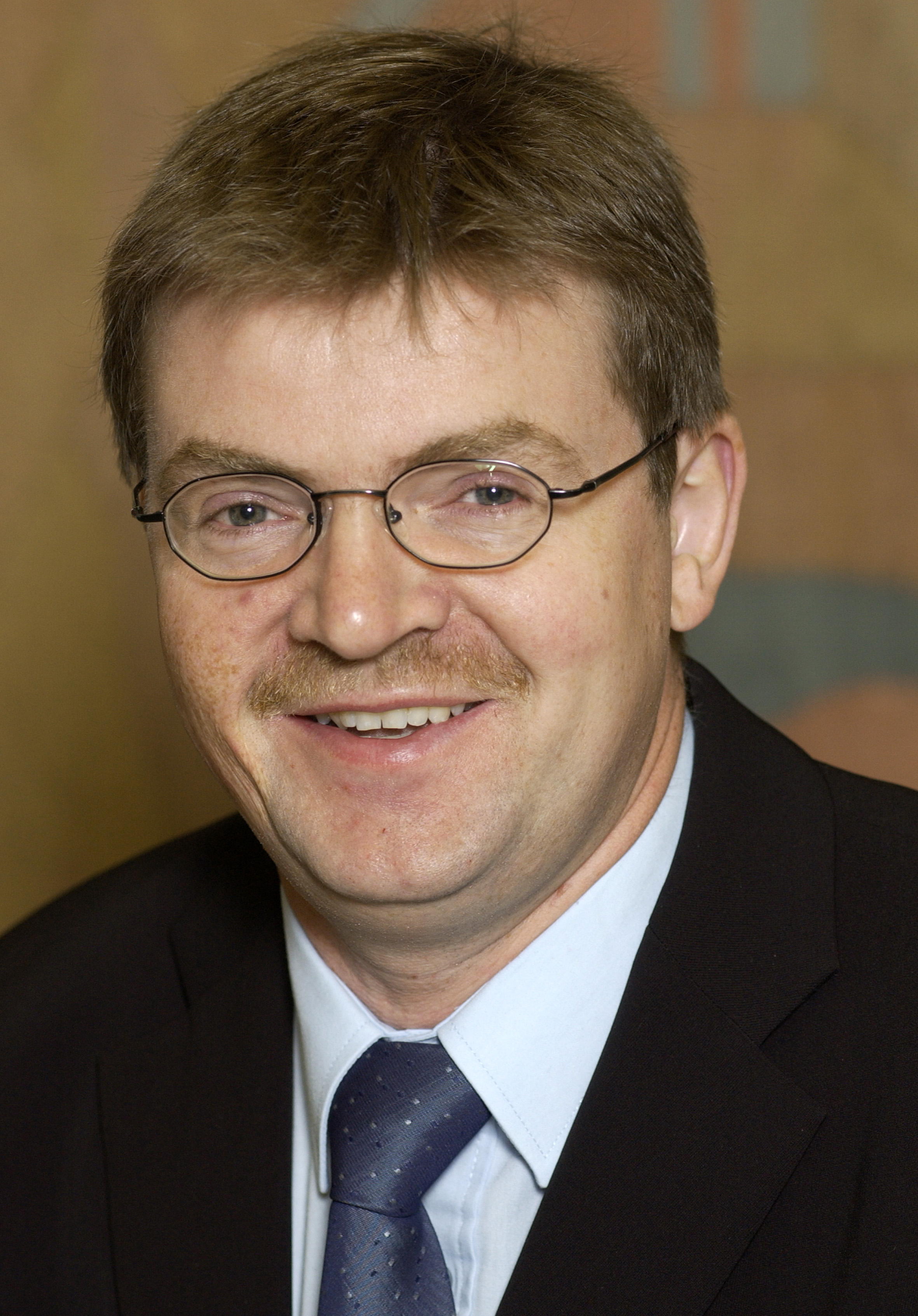
Bill Justinussen, 2003

Kristian Bill Justinussen (* 27. August 1963 in Klaksvík) ist ein färöischer Politiker der christlich-konservativen Zentrumspartei (Miðflokkurin).
Bill ist der Sohn von Gunvá und Bjørn Justinussen. Verheiratet ist er mit Malena, und zusammen haben sie die Kinder Pól Jóhannus, Gunvá und Eva Maria. Er wohnt in Glyvrar. Justinussen ist gelernter Buchhalter.
1997–1999 war Justinussen Parteivorsitzender, 2002–2003 Minister in der Landesregierung der Färöer und seit 2004 Mitglied des Løgtings, als einer der beiden Vertreter seiner Partei.
Bill Justinussen war einer der profiliertesten Gegner des Antidiskriminierungsgesetzes der Färöer, das nach über einem Jahr Streit Ende 2006 beschlossen wurde und nunmehr ausdrücklich auch Homosexuelle vor Diskriminierung schützt.